# 西蒙尼·科倫比
西蒙尼·科倫比（義大利語：Simone Colombi；1991年7月1日—）是一位意大利足球運動員，在場上的位置是守門員。他現在效力於意大利足球乙级联赛球隊雷吉納。他也代表意大利各級青年國家足球隊參加賽事。